# 埃爾伯朗 (愛荷華州)
埃爾伯朗（英語：Elberon）是一個位於美國愛荷華州泰馬縣的城市。

## 地理
埃爾伯朗的座標為42°00′19″N 92°19′03″W / 42.00528°N 92.31750°W，而該地的平均海拔高度為269米（即883英尺）。

## 人口
根據2010年美國人口普查的數據，埃爾伯朗的面積為1.68平方千米，當中陸地面積為1.68平方千米，而水域面積為0.00平方千米。當地共有人口196人，而人口密度為每平方千米116人。